# Boreortalis laesslei
Boreortalis laesslei — викопний вид куроподібних птахів родини краксових (Cracidae). Існував у міоцені (20-16 млн років тому) в Північній Америці. Скам'янілі рештки виду знайдені у відкладеннях формації Алачуа у штаті Флорида, США. Описаний з решток тибіотарсуса.